# Ролле, Маргарет, 15-я баронесса Клинтон
Ма́ргарет Ро́лле, 15-я бароне́сса Кли́нтон (англ. Margaret Rolle, 15th Baroness Clintony; 17 января 1709 — 13 января 1781) — британская аристократка, баронесса Клинтон (1760—1781).

## Биография
Маргарет Ролле была единственной выжившей дочерью Сэмюэла Ролле (1646—1719) и его второй жены Маргарет Такфилд, дочери Роджера Такфилда. После смерти отца и своей бабушки по отцовской линии Арабеллы Клинтон она стала наследницей больших поместий.
В 1724 году, в возрасте 15 лет, вышла замуж за Роберта Уолпола, старшего сына премьер-министра Роберта Уолпола и Кэтрин Шортер. У супругов был один сын Джордж (1730—1791), ставший наследником отцовских титулов. Через некоторое время после рождения сына супруги развелись.
В 1751 году, в возрасте 42 лет, вышла замуж за Сьюоллиса Ширли, чьей любовницей она была до этого. Брак был бездетным и закончился разводом. 
В 1760 году Маргарет Ролле унаследовала титул баронессы Клинтон, который ранее носил её двоюродный брат Хью Фортескью, который умер в 1751 году. Долгие годы она проживала в Италии, где и скончалась 13 января 1781 года в городе Пиза в возрасте 71 года.